# غافين هاربر
غافين هاربر (بالإنجليزية: Gavin D. J. Harper)‏ هو كاتب بريطاني، ولد في 11 ديسمبر 1986.